# Bandeira de guerra

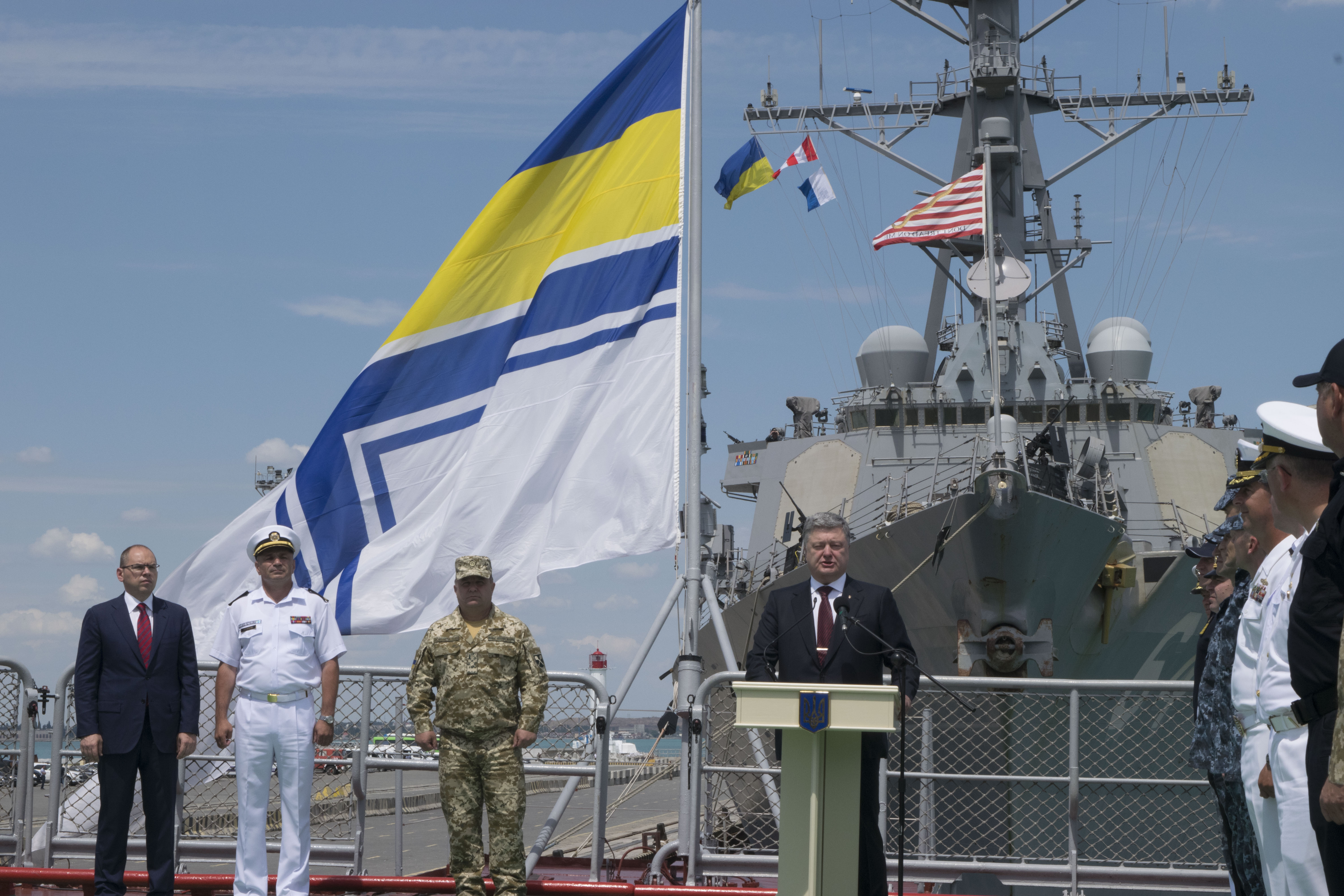
Bandeira de guerra da Ucrânia, içada à popa da fragata Hetman Sahaydachniy

Símbolo vexilológico para uma bandeira de guerra, de uso em terra e no mar

A bandeira de guerra constitui uma variante da bandeira nacional de um estado soberano para uso das suas  forças armadas, sendo tipicamente arvorada nos navios de guerra e nas fortificações, bem como em outras instalações e recursos militares. A bandeira de guerra serve para assinalar a nacionalidade e - ao mesmo tempo - o estatuto militar do local onde é içada.
A vexilologia classifica as bandeiras de guerra em dois tipos. No primeiro tipo - em sentido restrito designado "bandeira de guerra" (do inglês war flag) e identificado pelo símbolo FIAV  - incluem-se as bandeiras usadas pelas forças armadas em terra. No segundo tipo - designado "pavilhão de guerra" (do inglês war ensign) ou "pavilhão naval" (do inglês naval ensign) e identificado pelo símbolo FIAV  - incluem-se as bandeiras usadas pelas forças navais. De observar que alguns países dispõem de uma bandeira nacional específica para uso das suas forças aéreas, a qual pode ser considerada um terceiro tipo de bandeira de guerra, mas que não tem uma classificação vexilológica própria. 
No seu significado estrito, o termo "bandeira de guerra" refere-se apenas a uma bandeira com a dupla qualidade de bandeira nacional e militar. No entanto o termo presta-se a ser usado ambiguamente para designar qualquer tipo de bandeira militar, incluindo as que não se destinam a servir de bandeira nacional. Assim, por exemplo as forças militares de alguns países - como são os casos da Colômbia, Itália e Peru - designam os seus estandartes e outras bandeiras cerimoniais portáteis como "bandeiras de guerra". Este tipo de bandeiras contudo não se destina a ser içado num mastro, destinando-se sim a ser fixa a uma haste portátil envergada por um porta-bandeira em paradas ou outras situações cerimoniais.
A maioria dos países mantém ainda um modelo específico de bandeira de guerra para uso naval. Nalguns desses países, a bandeira para uso naval serve também para uso terrestre, como são os casos da Finlândia, Noruega e Suécia. O uso de uma bandeira de guerra específica de uso terrestre é no entanto bastante raro, ocorrendo em países como o Japão e a China. Muitos países - incluindo todos os da Comunidade dos Países de Língua Portuguesa, os EUA e a França - dispõem contudo de um único modelo de bandeira nacional, para uso tanto civil como militar. As Filipinas têm a particularidade de terem uma única bandeira nacional, mas que é içada de cabeça para baixo em caso de guerra, transformando-se assim numa espécie de bandeira de guerra.

## Tipos de bandeiras de guerra

### Bandeiras de uso naval

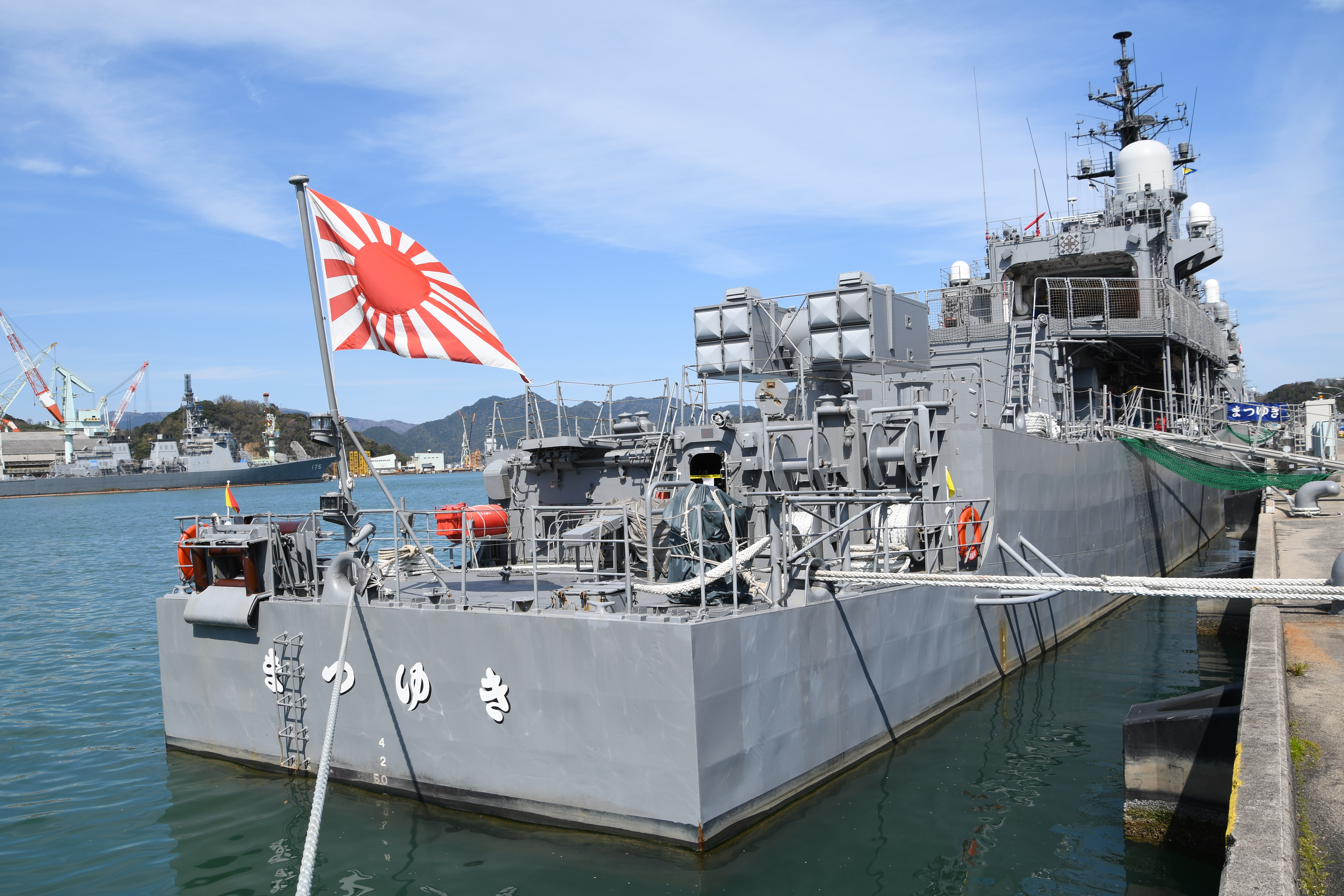
Bandeira de guerra japonesa, arvorada no contratorpedeiro Matsuyuki.

No âmbito naval, a bandeira de guerra é também conhecida como "pavilhão de guerra", "pavilhão naval", "bandeira da marinha de guerra" ou "bandeira dos navios de guerra". Destina-se principalmente a servir de bandeira de popa ou pavilhão dos navios de guerra de um estado, identificando a respetiva nacionalidade e indicando que os mesmos . Como tal, é normalmente içada no pau da bandeira, situado à popa do navio. Tradicionalmente, as forças navais arvoram também as suas bandeiras de guerra nas respetivas bases navais ou outras instalações em terra.
As bandeiras de guerra de dimensões muito superiores ao normal, içadas em certas ocasiões pelos navios de guerra, são designadas "bandeiras de combate". As bandeiras de combate destinavam-se originalmente a ser içadas durante as batalhas navais, situações que - devido ao fumo e à confusão do combate - impediriam uma boa visibilidade de uma bandeira de dimensões normais e consequentemente uma correta identificação do navio. As bandeiras de combate são ainda usadas por algumas marinhas, mas hoje em dia sobretudo como bandeiras cerimoniais.

### Bandeiras de uso terrestre

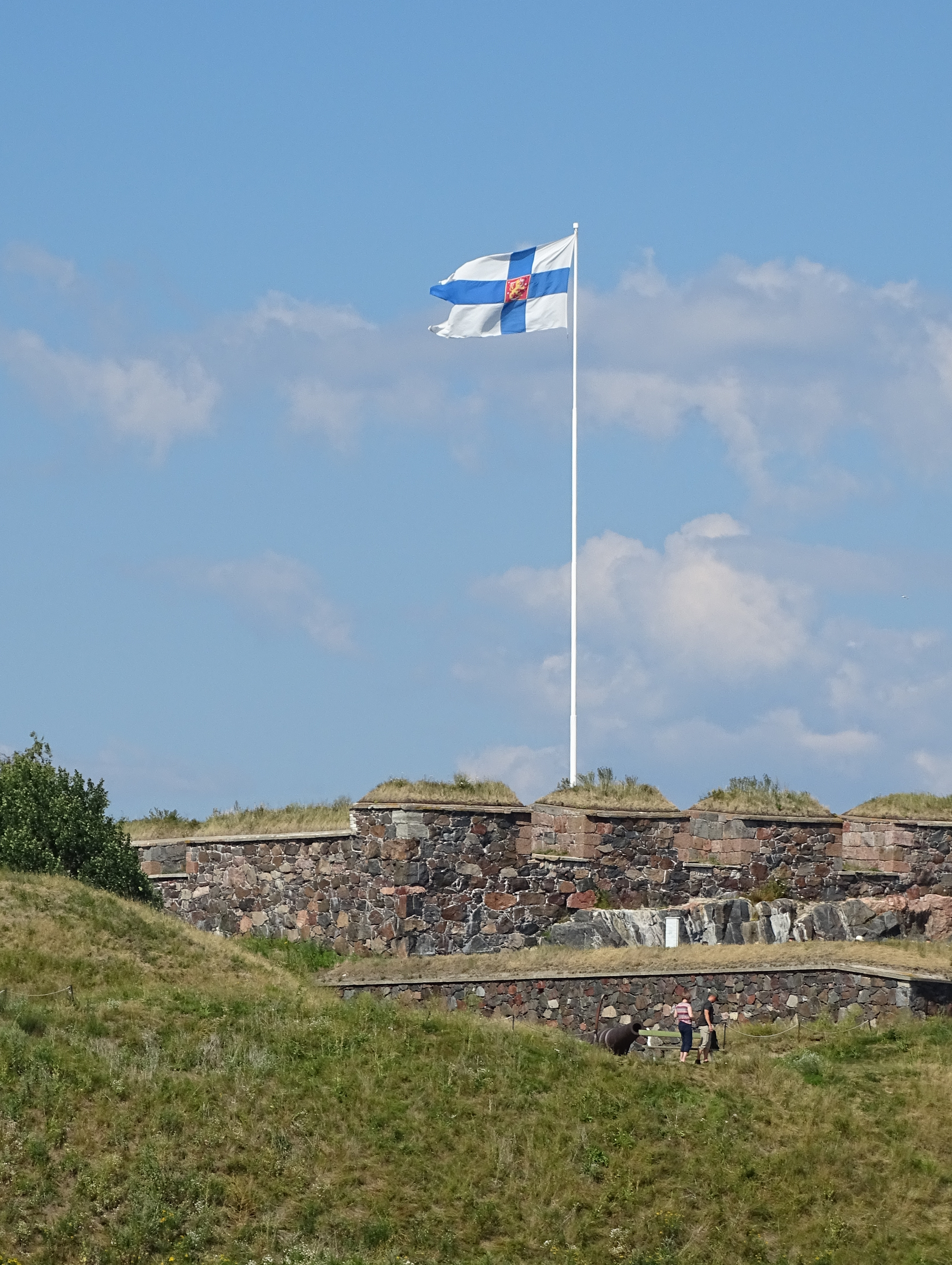
Bandeira de guerra da Finlândia, arvorada na Fortaleza de Suomenlinna.

As bandeiras de guerra para uso em terra destinam-se essencialmente a ser arvoradas em fortificações, quarteis, bases e outras instalações das forças armadas terrestres de um país.
No âmbito da vexilologia, uma bandeira deste tipo é ocasionalmente referida como "bandeira militar" (tradução do inglês military flag), termo este que é no entanto mais ambíguo, sendo frequentemente usado para designar também qualquer outro tipo de bandeira em uso pelas forças militares, incluindo estandartes, insígnias e distintivos de patente. Sobretudo no passado, este tipo de bandeira era designado "bandeira das praças de guerra" , uma vez que o seu fim principal era o de ser içada nas fortalezas militares.
Ao contrário do que acontece no mar, a maioria dos países tem uma única bandeira nacional para uso em terra, que serve tanto para propósitos civis como militares. Dos países que dispõem de bandeiras de guerra para uso em terra distintas das respetivas bandeiras civis, as mesmas são normalmente idênticas às respetivas bandeiras de guerra de uso naval ou bandeiras estatais. Tais são os casos da Alemanha, dos países escandinavos e de vários países da América Latina. São raros países que dispondo de um modelo específico de bandeira de guerra apenas para uso em terra.

## Bandeiras de guerra dos vários países

### Países com bandeiras de guerra distintas das civis
| País           | Bandeira civil ()            | Bandeira de guerra · para uso em terra ()                           | Bandeira de guerra · para uso naval () |
| -------------- | ---------------------------- | ------------------------------------------------------------------- | -------------------------------------- |
| África do Sul  |                              |                                                                     |                                        |
| Albânia        |                              |                                                                     |                                        |
| Alemanha       |                              |                                                                     |                                        |
| Arábia Saudita |                              |                                                                     |                                        |
| Argélia        |                              |                                                                     |                                        |
| Austrália      |                              |                                                                     |                                        |
| Áustria        |                              |                                                                     |                                        |
| Bangladesh     |                              |                                                                     |                                        |
| Bélgica        | Flag of Bolivia.svg          |                                                                     |                                        |
| Bolívia        | Flag of Bolivia.svg          |                                                                     |                                        |
| Brunei         | Flag of Brunei.svg           |                                                                     |                                        |
| Bulgária       | Flag of Bolivia.svg          |                                                                     |                                        |
| Canadá         | Flag of Canada (Pantone).svg |                                                                     |                                        |
| Cazaquistão    | Flag of Canada (Pantone).svg |                                                                     |                                        |
| China          |                              | People's Liberation Army Flag of the People's Republic of China.svg |                                        |
| Costa Rica     |                              |                                                                     |                                        |
| Colômbia       |                              |                                                                     |                                        |
| Croácia        |                              |                                                                     |                                        |
| Dinamarca      |                              |                                                                     |                                        |
| Egito          |                              |                                                                     |                                        |
| Equador        |                              |                                                                     |                                        |
| Estónia        |                              |                                                                     |                                        |
| Filipinas      |                              |                                                                     |                                        |
| Finlândia      |                              |                                                                     |                                        |
| Gana           |                              |                                                                     |                                        |
| Honduras       |                              |                                                                     |                                        |
| Hungria        |                              |                                                                     |                                        |
| Índia          |                              |                                                                     |                                        |
| Israel         |                              |                                                                     |                                        |
| Itália         |                              |                                                                     |                                        |
| Jamaica        |                              |                                                                     |                                        |
| Japão          |                              |                                                                     |                                        |
| Jordânia       | Bandeira do Japão            |                                                                     |                                        |
| Letónia        |                              |                                                                     |                                        |
| Líbia          |                              |                                                                     |                                        |
| Lituânia       |                              |                                                                     |                                        |
| Malásia        |                              |                                                                     |                                        |
| Marrocos       |                              |                                                                     |                                        |
| Maurícia       |                              |                                                                     |                                        |
| Mianmar        |                              |                                                                     |                                        |
| Mónaco         |                              |                                                                     |                                        |
| Montenegro     |                              |                                                                     |                                        |
| Nigéria        |                              |                                                                     |                                        |
| Nova Zelândia  |                              |                                                                     |                                        |
| Noruega        | Bandeira do Japão            |                                                                     |                                        |
| Omã            |                              |                                                                     |                                        |
| Paquistão      |                              |                                                                     |                                        |
| Peru           |                              |                                                                     |                                        |
| Polónia        |                              |                                                                     |                                        |
| Quénia         |                              |                                                                     |                                        |
| Reino Unido    |                              |                                                                     |                                        |
| Russia         |                              |                                                                     |                                        |
| Serra Leoa     |                              |                                                                     |                                        |
| Sérvia         |                              |                                                                     |                                        |
| Singapura      |                              |                                                                     |                                        |
| Suécia         |                              |                                                                     |                                        |
| Sri Lanka      | Flag of Sri Lanka.svg        | Flag of Sri Lanka.svg                                               | Flag of Sri Lanka.svg                  |
| Tailândia      | Flag of Sri Lanka.svg        | Flag of Sri Lanka.svg                                               | Flag of Sri Lanka.svg                  |
| Ucrânia        |                              |                                                                     |                                        |
| Venezuela      |                              |                                                                     |                                        |

### Algumas bandeiras de guerra históricas

África do Sul ( 1946-1951)
África do Sul ( 1951-1952)
África do Sul ( 1952-1959)
África do Sul ( 1959-1981)
África do Sul ( 1981-1994)
África do Sul ( 1994-1998)
Alemanha ( 1848-1852)
Alemanha ( 1867-1892)
Alemanha ( 1892-1903)
Alemanha ( 1903-1921)
Alemanha ( 1921-1933)
Alemanha ( 1933-1935)
Alemanha ( 1935-1938)
Alemanha ( 1938-1945)
Alemanha Oriental ( 1959-1990)
Alemanha Oriental ( 1959-1990)
Áustria-Hungria ( 1869-1918)
Checoslováquia ( 1935-1955)
Checoslováquia ( 1955-1960)
China ( 1911)
China ( 1911-1928)
China ( 1912-1928)
Croácia ( 1941-1944)
Croácia ( 1941-1944; 1944-1945)
Egito ( 1922-1958)
Egito ( 1922-1958)
Escócia ( 1603-1707)
Eslováquia ( 1939-1941)
Espanha ( 1701-1785)
Espanha ( 1785-1843)
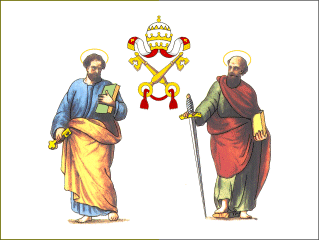
Estados Papais ( 1798-1870)
Geórgia ( 1997-2004)
Geórgia ( 2004-2009)
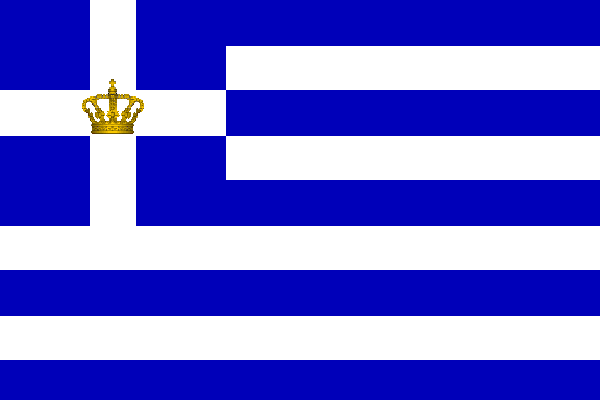
Grécia ( 1863-1970)
Grécia ( 1863-1970)
Hungria ( 1957-1991)
Índia ( 1950-2001)
Índia ( 2001-2004)
Índia ( 2004-2014)
Índia ( 2014-2022)
Irão ( 1852-1906)
Irão ( 1933-1964)
Irão ( 1964-1979)
Itália ( 1861-1946)
Iugoslávia ( 1918-1922)
Iugoslávia ( 1922-1941)
Iugoslávia ( 1949-1993)
Iugoslávia/Sérvia e Montenegro ( 1992-2006)
Japão ( 1868-1945)
Prússia ( 1818-1867)
Ucrânia ( 1994-1997)
União Soviética ( 1924-1935)
União Soviética ( 1950-1991)
Veneza ( Século XIII-1797)
Vietname do Sul ( 1955-1975)
Vietname do Sul ( 1965-1975)